# Andrei Ivan
Andrei Virgil Ivan (Moreni, 4 januari 1997) is een Roemeens voetballer die doorgaans speelt als vleugelspeler. In juli 2025 verruilde hij Universitatea Craiova voor Panserraikos. Ivan maakte in 2015 zijn debuut in het Roemeens voetbalelftal.

## Clubcarrière
Ivan speelde in de jeugd van CSM Moreni en kwam na een jaar bij Sporting Pitești terecht bij Universitatea Craiova. Op 8 maart 2014 debuteerde de vleugelspeler in het eerste elftal, toen met 1–1 gelijkgespeeld werd op bezoek bij Olimpia Satu Mare, waar hij de laatste negen minuten van het duel mee mocht spelen. Tweeënhalve maand later, op 28 mei, scoorde hij voor het eerst toen hij de tweede en laatste treffer van de wedstrijd maakte tegen ASA Târgu Mureș: 2–0. In de zomer van 2017 maakte de Roemeen de overstap naar FK Krasnodar voor circa vier miljoen euro. Ivan speelde in het seizoen 2016/17 zeven competitiewedstrijden, telkens als invaller. Na een jaar werd hij voor de duur van één seizoen verhuurd aan Rapid Wien. Na die verhuurperiode mocht Ivan definitief vertrekken bij Krasnodar. Zijn oude club Universitatea Craiova haalde hem daarop voor anderhalf miljoen euro terug naar Roemenië en gaf hem een contract voor vier jaar. In januari 2025 werd Ivan voor een half seizoen verhuurd aan Adanaspor. Na zijn terugkeer speelde hij nog twee duels voor Universitatea, voor Panserraikos hem over.

## Clubstatistieken
| Seizoen | Club                  | Competitie   | Competitie | Competitie | Beker | Beker | Internationaal | Internationaal | Totaal | Totaal |
| Seizoen | Club                  | Competitie   | Wed.       | Dlp.       | Wed.  | Dlp.  | Wed.           | Dlp.           | Wed.   | Dlp.   |
| ------- | --------------------- | ------------ | ---------- | ---------- | ----- | ----- | -------------- | -------------- | ------ | ------ |
| 2013/14 | Universitatea Craiova | Liga 1       | 8          | 1          | 0     | 0     | —              | —              | 8      | 1      |
| 2014/15 | Universitatea Craiova | Liga 1       | 17         | 1          | 2     | 0     | —              | —              | 19     | 1      |
| 2015/16 | Universitatea Craiova | Liga 1       | 32         | 7          | 2     | 0     | —              | —              | 34     | 7      |
| 2016/17 | Universitatea Craiova | Liga 1       | 33         | 9          | 5     | 1     | —              | —              | 38     | 10     |
| 2017/18 | Universitatea Craiova | Liga 1       | 1          | 0          | 0     | 0     | —              | —              | 1      | 0      |
| 2017/18 | FK Krasnodar          | Premjer-Liga | 7          | 0          | 1     | 0     | 1              | 0              | 9      | 0      |
| 2018/19 | → Rapid Wien          | Bundesliga   | 24         | 1          | 5     | 0     | 11             | 0              | 40     | 1      |
| 2019/20 | Universitatea Craiova | Liga 1       | 24         | 2          | 0     | 0     | —              | —              | 24     | 2      |
| 2020/21 | Universitatea Craiova | Liga 1       | 34         | 8          | 3     | 1     | 1              | 0              | 38     | 9      |
| 2021/22 | Universitatea Craiova | Liga 1       | 34         | 14         | 5     | 2     | 1              | 0              | 40     | 16     |
| 2022/23 | Universitatea Craiova | Liga 1       | 35         | 14         | 2     | 1     | 6              | 2              | 43     | 17     |
| 2023/24 | Universitatea Craiova | Liga 1       | 37         | 7          | 2     | 0     | —              | —              | 39     | 7      |
| 2024/25 | Universitatea Craiova | Liga 1       | 16         | 0          | 3     | 0     | 2              | 0              | 21     | 0      |
| 2024/25 | → Adanaspor           | 1. Lig       | 15         | 1          | 0     | 0     | —              | —              | 15     | 1      |
| 2025/26 | Universitatea Craiova | Liga 1       | 2          | 1          | 0     | 0     | —              | —              | 2      | 1      |
| 2025/26 | Panserraikos          | Super League | 0          | 0          | 0     | 0     | —              | —              | 0      | 0      |
| Totaal  | Totaal                | Totaal       | 319        | 66         | 30    | 5     | 22             | 2              | 371    | 73     |

Bijgewerkt op 23 juli 2025.

## Interlandcarrière
Ivan maakte zijn debuut in het Roemeens voetbalelftal op 17 november 2015, toen met 2–2 gelijkgespeeld werd tegen Italië. Namens de Italianen scoorden Claudio Marchisio en Manolo Gabbiadini en Bogdan Stancu en Florin Andone scoorden namens Roemenië. Ivan mocht van bondscoach Anghel Iordănescu als basisspeler aan het duel beginnen en hij speelde de volledige negentig minuten. De andere debutant dit duel was Steliano Filip (Dinamo Boekarest). Tijdens zijn achtste interlandoptreden, op 2 juni 2021, kwam Ivan voor het eerst tot scoren. Tijdens een vriendschappelijke wedstrijd tegen Georgië zag hij Georges Mikautadze en Giorgi Aboerdzjania tot scoren komen, voor hij wat terugdeed. Bij die 1–2 zou het ook blijven.
| Interlands van Andrei Ivan voor Roemenië | Interlands van Andrei Ivan voor Roemenië | Interlands van Andrei Ivan voor Roemenië | Interlands van Andrei Ivan voor Roemenië | Interlands van Andrei Ivan voor Roemenië | Interlands van Andrei Ivan voor Roemenië | Interlands van Andrei Ivan voor Roemenië |
| №                                        | Datum                                    | Wedstrijd                                | Uitslag                                  | Competitie                               | Goals                                    |                                          |
| Als speler bij Universitatea Craiova     | Als speler bij Universitatea Craiova     | Als speler bij Universitatea Craiova     | Als speler bij Universitatea Craiova     | Als speler bij Universitatea Craiova     | Als speler bij Universitatea Craiova     | Als speler bij Universitatea Craiova     |
| ---------------------------------------- | ---------------------------------------- | ---------------------------------------- | ---------------------------------------- | ---------------------------------------- | ---------------------------------------- | ---------------------------------------- |
| 1                                        | 17 november 2015                         | Italië – Roemenië                        | 2 – 2                                    | Vriendschappelijk                        |                                          |                                          |
| 2                                        | 23 maart 2016                            | Roemenië – Litouwen                      | 1 – 0                                    | Vriendschappelijk                        |                                          |                                          |
| 3                                        | 27 maart 2016                            | Roemenië – Spanje                        | 0 – 0                                    | Vriendschappelijk                        |                                          |                                          |
| 4                                        | 26 maart 2017                            | Roemenië – Denemarken                    | 0 – 0                                    | WK 2018 kwalificatie                     |                                          |                                          |
| 5                                        | 13 juni 2017                             | Roemenië – Chili                         | 3 – 2                                    | Vriendschappelijk                        |                                          |                                          |
| Als speler bij FK Krasnodar              |                                          |                                          |                                          |                                          |                                          |                                          |
| 6                                        | 1 september 2017                         | Roemenië – Armenië                       | 1 – 0                                    | WK 2018 kwalificatie                     |                                          |                                          |
| Als speler bij Rapid Wien                |                                          |                                          |                                          |                                          |                                          |                                          |
| 7                                        | 23 maart 2019                            | Zweden – Roemenië                        | 2 – 1                                    | EK 2020 kwalificatie                     |                                          |                                          |
| Als speler bij Universitatea Craiova     |                                          |                                          |                                          |                                          |                                          |                                          |
| 8                                        | 2 juni 2021                              | Roemenië – Georgië                       | 1 – 2                                    | Vriendschappelijk                        | 78'                                      |                                          |
| 9                                        | 6 juni 2021                              | Engeland – Roemenië                      | 1 – 0                                    | Vriendschappelijk                        |                                          |                                          |
| 10                                       | 8 oktober 2021                           | Duitsland – Roemenië                     | 2 – 1                                    | WK 2022 kwalificatie                     |                                          |                                          |
| 11                                       | 11 oktober 2021                          | Roemenië – Armenië                       | 1 – 0                                    | WK 2022 kwalificatie                     |                                          |                                          |
| 12                                       | 11 november 2021                         | Roemenië – IJsland                       | 0 – 0                                    | WK 2022 kwalificatie                     |                                          |                                          |
| 13                                       | 14 november 2021                         | Liechtenstein – Roemenië                 | 0 – 2                                    | WK 2022 kwalificatie                     |                                          |                                          |
| 14                                       | 25 maart 2022                            | Roemenië – Griekenland                   | 0 – 1                                    | Vriendschappelijk                        |                                          |                                          |
| 15                                       | 29 maart 2022                            | Israël – Roemenië                        | 2 – 2                                    | Vriendschappelijk                        |                                          |                                          |
| 16                                       | 4 juni 2022                              | Montenegro – Roemenië                    | 2 – 0                                    | Nations League 2022/23                   |                                          |                                          |
| 17                                       | 7 juni 2022                              | Bosnië en Herzegovina – Roemenië         | 1 – 0                                    | Nations League 2022/23                   |                                          |                                          |

Bijgewerkt op 23 juli 2025.

## Erelijst
| Cupa României      | 1 | 2020/21 |
| Supercupa României | 1 | 2021    |